# Pedofauna

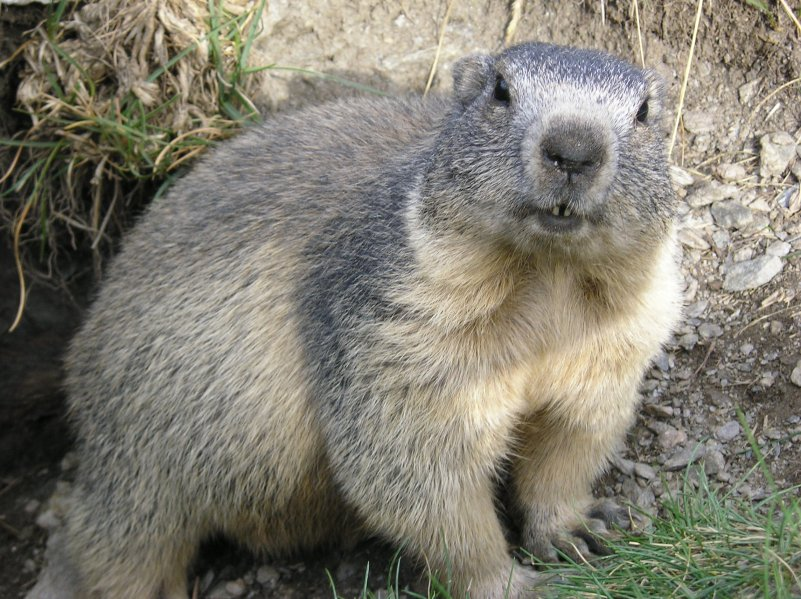
Una marmotta, animale scavatore per eccellenza.

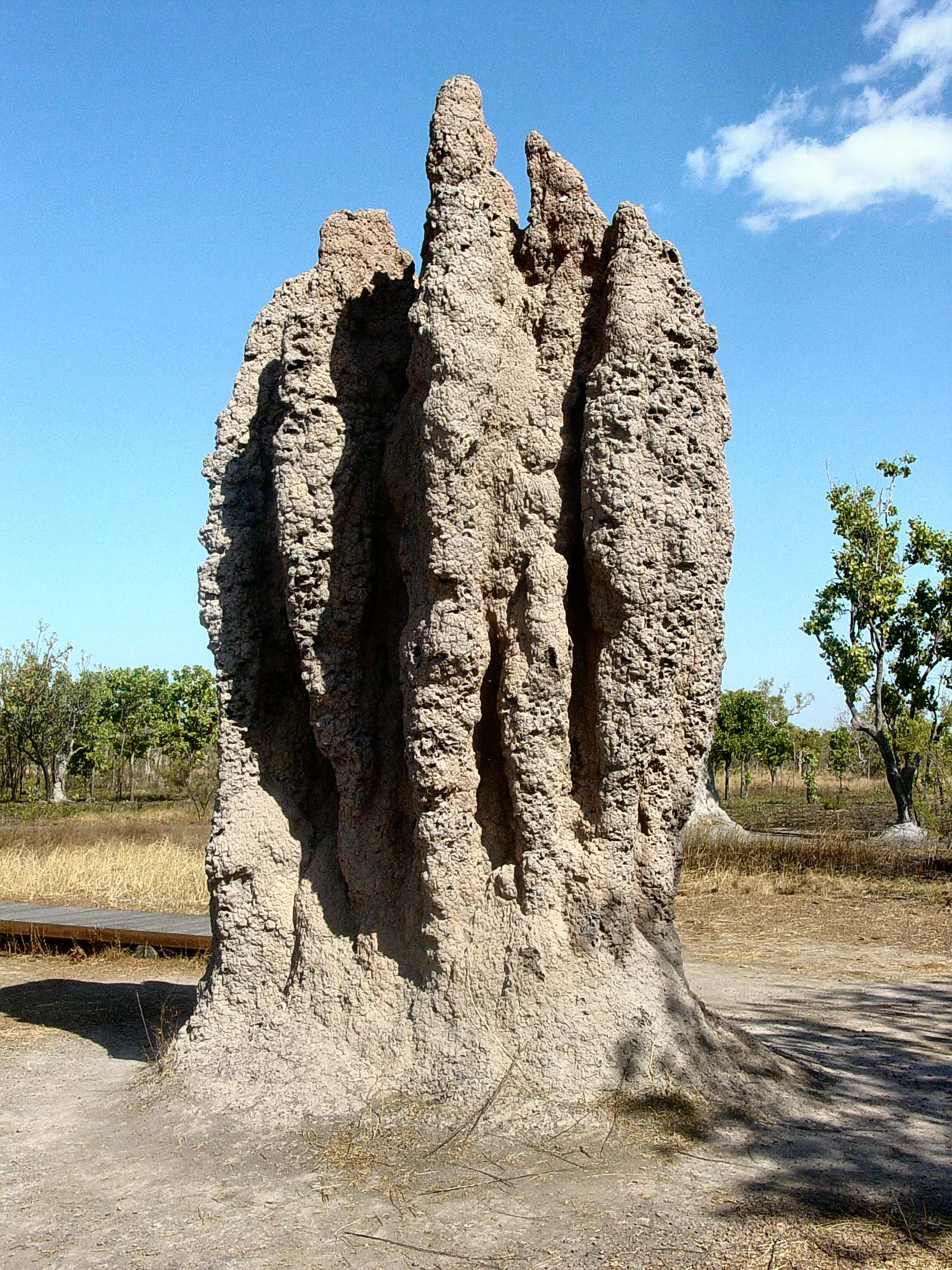
Un termitaio.

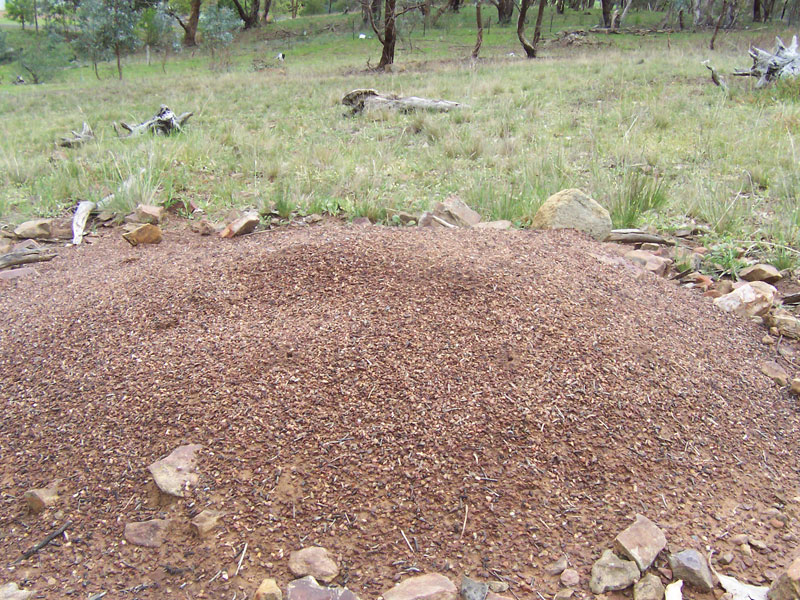
Le formiche possono avere un grosso impatto sul suolo, tramite la costruzione di grossi nidi.

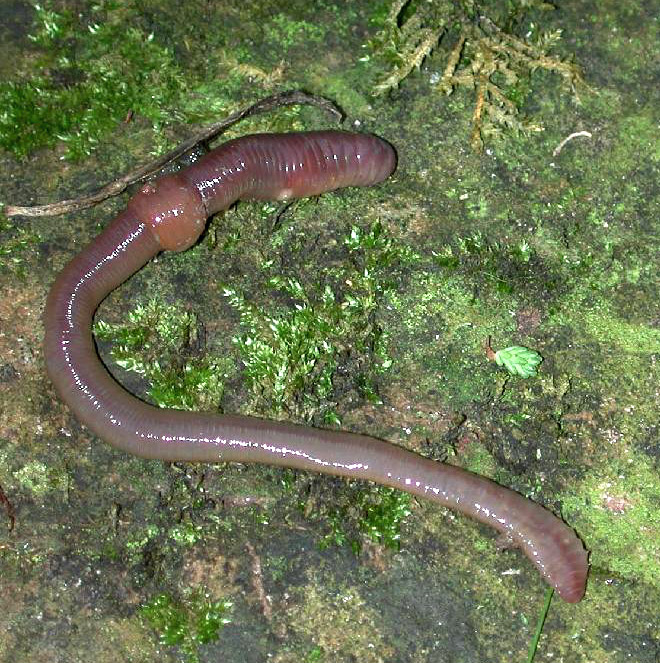
I lombrichi giocano un ruolo di primo piano nel terreno.

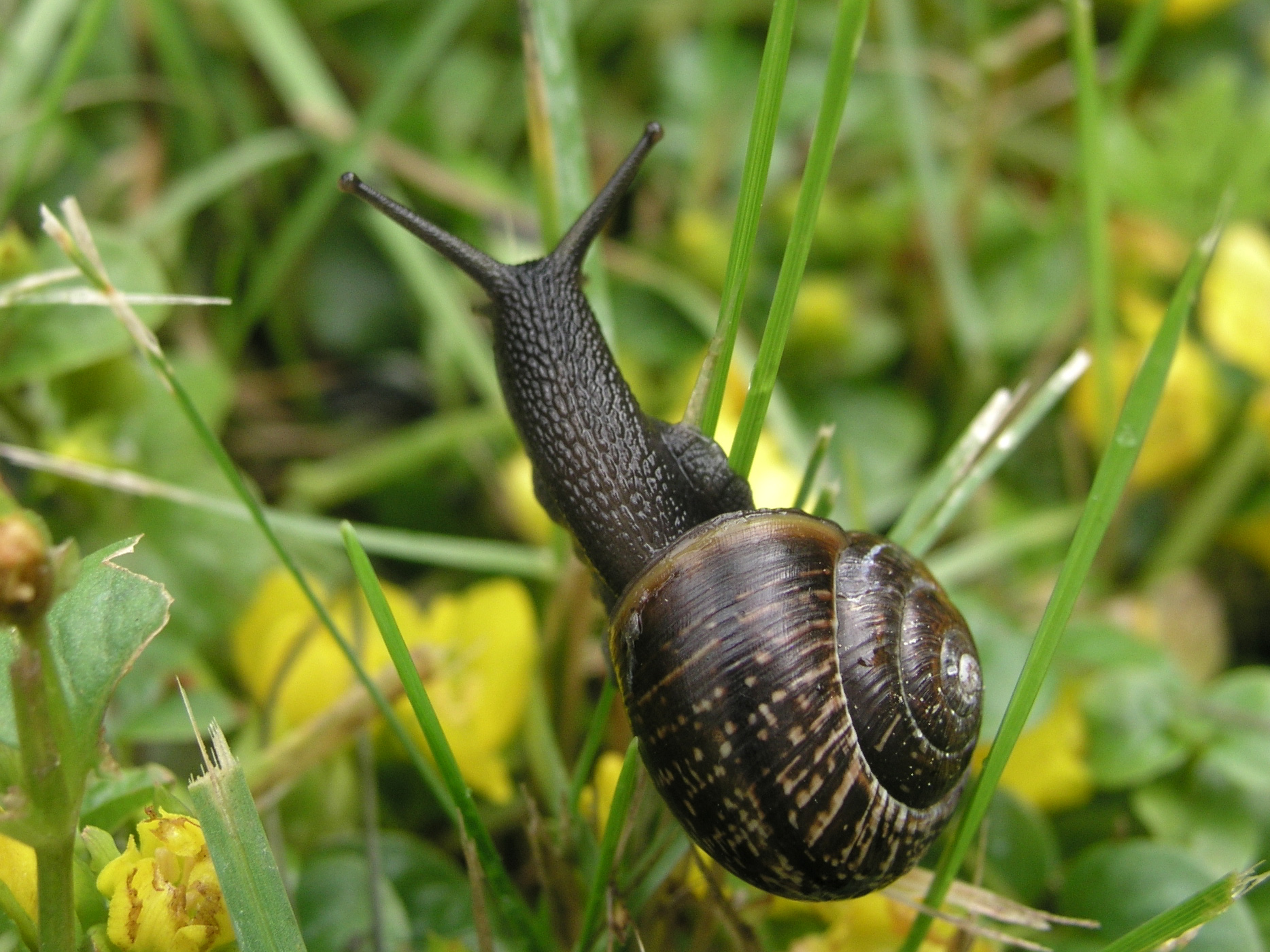
Le chiocciole sono i più importanti fra i molluschi che compongono la pedofauna.

Con il termine di pedofauna o fauna edafica o fauna tellurica si indicano tutti gli organismi
animali che vivono in un suolo (greco, pedon). 
Questi organismi hanno grande importanza per i seguenti aspetti:
- sotto l'aspetto pedologico intervengono nella pedogenesi, cioè nel processo di nascita e sviluppo di un suolo;
- sotto l'aspetto agronomico intervengono sulla produzione vegetale agraria, causando danni alle piante coltivate o favorendole in quanto antagonisti di organismi dannosi;
- sotto l'aspetto ecologico intervengono nel ciclo del carbonio nella prima fase della mineralizzazione, lasciando i loro resti o prendendo parte attiva nella decomposizione della sostanza organica;
- sotto l'aspetto igienico-sanitario possono infine causare, direttamente o indirettamente, affezioni a carico dell'uomo o degli animali domestici, come agenti di zoonosi o vettori di microrganismi patogeni.

Diversi taxa sono rappresentati in un suolo comune: considerando diversi livelli gerarchici, i più frequenti si possono individuare nella classi dei Mammiferi e nei phyla degli Artropodi, degli Anellidi, dei Nematodi, dei Molluschi, dei Platelminti e dei Rotiferi (riguardo a questi ultimi, il loro ruolo in un terreno non è stato ancora ben definito). Un posto a parte meritano i Protozoi, che costituiscono addirittura un regno, separato da piante ed animali.

## Mammiferi
Gli animali appartenenti a questa classe sono essenzialmente animali scavatori; gli effetti della loro presenza sono lo scavo di gallerie, che vengono poi riempite con altra terra o sostanza organica proveniente dall'alto (formando le cosiddette krotovina) e la produzione di cumuli formati dall'accumulo della terra di scavo delle suddette gallerie. I Mammiferi del suolo sono le talpe, le marmotte e, nelle praterie nordamericane, i cani della prateria.
Fra i mammiferi del terreno che interferiscono causando danni alla produzione agraria si citano le talpe, il coniglio e diversi roditori (topi, arvicole, ratti). 
Un effetto pesante sul suolo hanno anche i grossi animali, pur non facendo parte, a rigore, della pedofauna. I grossi erbivori possono provocare, con ripetuti passaggi, compattazioni del suolo oppure, con l'alimentazione, danni diretti alle coltivazioni; inoltre alcuni mammiferi hanno abitudini di scavo, come ad esempio i cinghiali, con tutte le turbazioni che questo comporta.

## Artropodi
Varie sottocategorie sono rappresentate nei suoli del pianeta, sia fra gli Esapodi che fra gli Chelicerati, i Crostacei e i Miriapodi.

Sotto l'aspetto pedologico appartengono a questo taxa numerosissime specie, con ruoli importanti nella genesi e nello sviluppo di un suolo; quasi tutti svolgono un imponente ruolo di trasformazione della sostanza organica nel suolo, sia alterandola chimicamente (come certe specie di formiche), che procedendo ad un suo sminuzzamento (è il caso di alcune specie di Miriapodi), che, ancora, trasportandola fisicamente nelle parti basse del profilo (Collemboli e Isotteri, come le termiti). Le termiti, tramite la costruzione dei loro giganteschi termitai, possono influire pesantemente sulla pedogenesi; un caso abbastanza tipico è quello dei suoli del delta del Nilo, costruiti con materiale messo a nudo da questi insetti e "strappato" dalle acque che alimentano i suoi rami sorgentiferi.
Fra gli Aracnidi assumono grande importanza gli acari, che si rinvengono, in suoli forestali in numero variabile tra 100.000 e 400.000 per metro quadro; per quanto riguarda i crostacei, predominano gli isopodi.
Di gran lunga più vasto è il numero di specie che interagiscono positivamente o negativamente con le piante, in qualità di organismi fitofagi o ausiliari (predatori, parassiti e parassitoidi di organismi fitofagi). Queste specie appartengono per lo più alla classe degli Insetti.

## Anellidi
Un ruolo di primo piano è ricoperto dai lombrichi, che svolgono un ruolo sia chimico che fisico. Questi animali possono nutrirsi delle foglie della lettiera forestale, in una misura che può anche superare la tonnellata per ettaro; nei loro intestini transita inoltre una grossa quantità di terra, che viene restituita sotto forma di tipici escrementi che vengono depositati in superficie. Il loro lavoro produce dunque aumenti di porosità e miglioramenti della struttura che si traducono in un aumento della capacità di infiltrazione dell'acqua.

Meritano una menzione anche gli enchitreidi, vermi piatti che si rinvengono specialmente in suoli forestali.

## Molluschi
Appartengono a questo taxa le chiocciole e le lumache, che possono avere sui suoli effetti di natura chimica e fisica. Fra i primi c'è l'azione di alterazione della materia organica derivante dalla digestione della cellulosa tramite secrezione di appositi enzimi, fra i secondi c'è la liberazione di composti colloidali che favoriscono la struttura dei terreni.

## Protozoi
Questi organismi unicellulari, a rigor di classificazione, non dovrebbero essere ricompresi nella pedofauna, dato che occupano nella sistematica un regno a sé stante; in un suolo si possono trovare flagellati, amebe e ciliati.

Il loro ruolo in un suolo è di natura chimica, di decomposizione (mineralizzazione) della sostanza organica fresca.